# Жди меня (фильм)
«Жди меня́» — советская художественная военная драма, снятая по мотивам одноимённого стихотворения Константина Симонова на Центральной Объединённой киностудии художественных фильмов во время Великой Отечественной войны.
Вышел на экраны СССР 22 ноября 1943 года.

## Сюжет
О высоком моральном облике людей, пронёсших через суровые испытания Отечественной войны верность в любви и дружбе:

Лётчика Ермолова, отправляющегося на фронт, провожает его жена Лиза. Любовь и горячая вера друг в друга скрашивают горечь разлуки. Лиза ждёт возвращения мужа, стойко перенося трудности военного времени. Она отказывается от эвакуации и поступает работать на оборонный завод. От мужа долгое время нет вестей. Лиза не знает, что в одном из воздушных боёв самолёт Ермолова получает повреждение. Оказавшись в тылу врага, Ермолов приказывает своему спутнику, военному фотокорреспонденту Вайнштейну, доставить в часть плёнку с заснятыми аэродромами врага и пишет короткую, но содержательную записку Лизе: «Жди, вернусь». Отойдя от лесной землянки, где остался Ермолов, Вайнштейн слышит короткую перестрелку. Он уверен, что друг его погиб. Эту печальную весть привозит он Лизе. Но Лиза не верит Вайнштейну, она по-прежнему ждёт мужа. Её ожидания не напрасны. Спасшийся Ермолов становится командиром партизанского отряда. После долгой разлуки он возвращается к Лизе.
— Советские художественные фильмы. Аннотированный каталог. Том II. 1961

## В ролях
- Борис Блинов — Николай Ермолов
- Валентина Серова — Лиза Ермолова
- Лев Свердлин — Михаил Вайнштейн
- Павел Герага — Фёдор Левыкин, штурман
- Михаил Названов — Андрей Панов
- Нина Зорская — Соня
- Елена Тяпкина — Мария Игнатьевна
- Антон Мартынов — Пётр Семёнович
- Екатерина Сипавина — Паша
- Андрей Апсолон — стрелок-радист

## Съёмочная группа
- Сценарий — Константин Симонов
- Режиссёры-постановщики: Александр Столпер, Борис Иванов
- Оператор — Самуил Рубашкин
- Художники: Артур Бергер, Владимир Камский
- Композитор — Николай Крюков, Юрий Бирюков
- Звукооператор — Семён Ключевский
- Комбинированные съёмки:
  - оператор — Борис Горбачёв
  - художник — Михаил Головатинский
- Текст песен: Константин Симонов, Андрей Апсолон

## Песни
- «Романс Лизы» («Сколько б ни было в жизни разлук…») — исп. Валентина Серова и Борис Блинов
- «Застольная» («Мы сегодня выпили как дома…») — исп. Валентина Серова и Борис Блинов[3]

Прообразом Михаила Вайнштейна, по словам Симонова, был фотокорреспондент «Красной звезды» Михаил Бернштейн.